# Buton Rinchen
Buton Rinchen Drub (1290-1364) (བུ་སྟོན་རིན་ཆེན་འགྲུབ་ ; Wylie :Bu-ston Rin-chen 'Grub), 11e abbé du Monastère de Shalu, était un maître de la lignée Sakya du bouddhisme tibétain, historien et encyclopédiste. On lui doit un ouvrage sur l’histoire du bouddhisme en Inde et au Tibet qui sert encore de référence et une collection de textes sarma qui servit à la compilation de la section sutras du premier Kanjur. Il a eu une influence importante sur les études ésotériques et le yoga des traditions Gelug et Kagyu aussi bien que Sakya. 
Ses disciples, dont Dratshadpa Rinchen Namgyal (sgra tshad pa rin chen rnam rgyal, 1318–1688) qui rédigea sa biographie, formèrent la lignée Bulug ou Shalupa, ultérieurement intégrée dans la lignée Gelugpa. 

## Abbé et érudit
Il fut un des disciples de Thokmé Zangpo.
Buton Rinchen prit la tête de Shalu en 1314 et le fit agrandir. Endommagé par un tremblement de terre en 1329, le monastère fut restauré en 1333 sur ordre de l’empereur Yuan et du vice-roi Gongma Drakpa Gyaltsen, et décoré par des disciples du Newari Arniko de l’atelier impérial. Buton supervisa la réalisation de plus de 400 mandalas. 
Il rassembla selon un regroupement logique 4 569 textes religieux et philosophiques d’importation relativement récente (« nouvelle transmission » sarma) constituant 108 volumes de sutras et tantras et 200 de traités et commentaires. Cette collection fut l’une des sources de la section sutras du Kanjur. Il rédigea une histoire du bouddhisme en Inde et au Tibet et de nombreux commentaires et écrits ; il traduisit entre autres Durga Singh et Harsha Kri. Shalu devint un important centre d’études fréquenté en 1360 par plus de 3 000 moines. 
Au début du XXe siècle, le 13e Dalai Lama commanda une édition xylographique de ses œuvres ainsi que de celles de son disciple Dratshadpa Rinchen Namgyal, qui fut réalisée entre 1917 et 1919.

## Yoga et enseignements
Buton est réputé être l'instigateur de la tradition yogique de Shalu, qui est avec l’ermitage proche de Nyangto Kyi Phuk un site connu pour l’entraînement aux capacités particulières telles que le toumo, génération de chaleur interne, l’un des six yogas, et le lungom, maîtrise de l’énergie vitale. L’une des manifestations de cette dernière capacité est la « marche en transe » qui a valu aux moines de Shalu la réputation de « moines volants » capables de se déplacer sans fatigue sur de longues distances. Selon la tradition, il aurait initié avec le yogi Nyingmapa Yungton Dorje Pal le Yuldrub Barkor, sorte de marathon circulaire de deux semaines à travers U-Tsang et Lhoka au départ de Shalu, passant par Nyethang (en), Samye et Lhassa, exploit presque irréalisable pour lequel les moines devaient s’exercer 11 ou 12 ans grâce au yoga. La légende de l'origine de la course prétend que Yungton effectuait tous les 12 ans un rituel destiné à apaiser Shinje Chhogyel (Yama), seigneur de la mort, pour l’empêcher de dévorer une personne par jour. Mais ce rituel demandait un sacrifice humain et Buton se proposa une année qu’il était aller l'observer. Yungton proposa de lui épargner la vie s’il s’engageait à ce que lui-même et ses successeurs accomplissent un rituel propitiatoire tous les 12 ans. Buton accepta et Yungton fit apparaitre des oiseaux que Shinje Chhogyel dévora à sa place ; la course du Yuldrub Barkor est le rituel promis.
Buton est cité dans les Annales bleues comme un maître important du kalachakra, qu’il aurait tout d’abord reçu de la tradition Ra puis de la tradition Dro, et a laissé des écrits à ce sujet. La pratique kalachakra des lignées Sakya et Gelug lui doit beaucoup.
Il aurait reçu l’enseignement du Guhyasamaja Tantra de Tsurton Wa ngi Dorje (Shangpa Kagyu), qui fut passée plus tard à Tsongkhapa. Il fut aussi disciple de Trophupa Sonam Senge et Trophu Khenchen Rinchen Senge (Trophu Kagyu).

## Incarnations
Selon Lindsay G. McCune, Panchen Sönam Drakpa (1478-1554), 15e abbé de Ganden et tuteur du 3e Dalai Lama, fut considéré comme son incarnation et donc un prédécesseur de Dorje Shugden, selon les pratiquants de ce mouvement controversé .